# バレリー・ソロキナ
バレリー・ソロキナ（Valeria Sorokina、1984年3月29日 - ）はロシアの女子バドミントン選手。ニジニ・ノヴゴロド出身。
女子ダブルスでニナ・ビスローバとペアを組み、2010年のヨーロッパ選手権で優勝、ロシアオープンでは女子ダブルスで4回優勝。また混合ダブルスでもアレクサンドル・ニコラエンコ（Aleksandr Nikolaenko）とのペアで3度優勝している。
2012年、ロンドンオリンピック女子ダブルスでは、グループAで1勝2敗となり、同グループ3位で敗退となるところであったが、同グループの上位2ペアが無気力試合騒動で失格となったため、繰り上がりで決勝トーナメントに進出。トーナメント初戦で南アフリカペアを破って進出した準決勝では金メダルを獲得した田卿/趙芸蕾ペア（中国）に敗れたが、3位決定戦でカナダのペアに2-0（21-9、21-10）で勝利して銅メダルを獲得した。